# Klášter Hradiště nad Jizerou
Klášter Hradiště nad Jizerou är en ort i Tjeckien.   Den ligger i regionen Mellersta Böhmen, i den centrala delen av landet, 60 km nordost om huvudstaden Prag. Klášter Hradiště nad Jizerou ligger 225 meter över havet och antalet invånare är 658.
Terrängen runt Klášter Hradiště nad Jizerou är huvudsakligen platt. Klášter Hradiště nad Jizerou ligger nere i en dal. Runt Klášter Hradiště nad Jizerou är det tätbefolkat, med 550 invånare per kvadratkilometer. Närmaste större samhälle är Mladá Boleslav, 12,8 km söder om Klášter Hradiště nad Jizerou. Trakten runt Klášter Hradiště nad Jizerou består till största delen av jordbruksmark.